# Asterismus (Mineralogie)

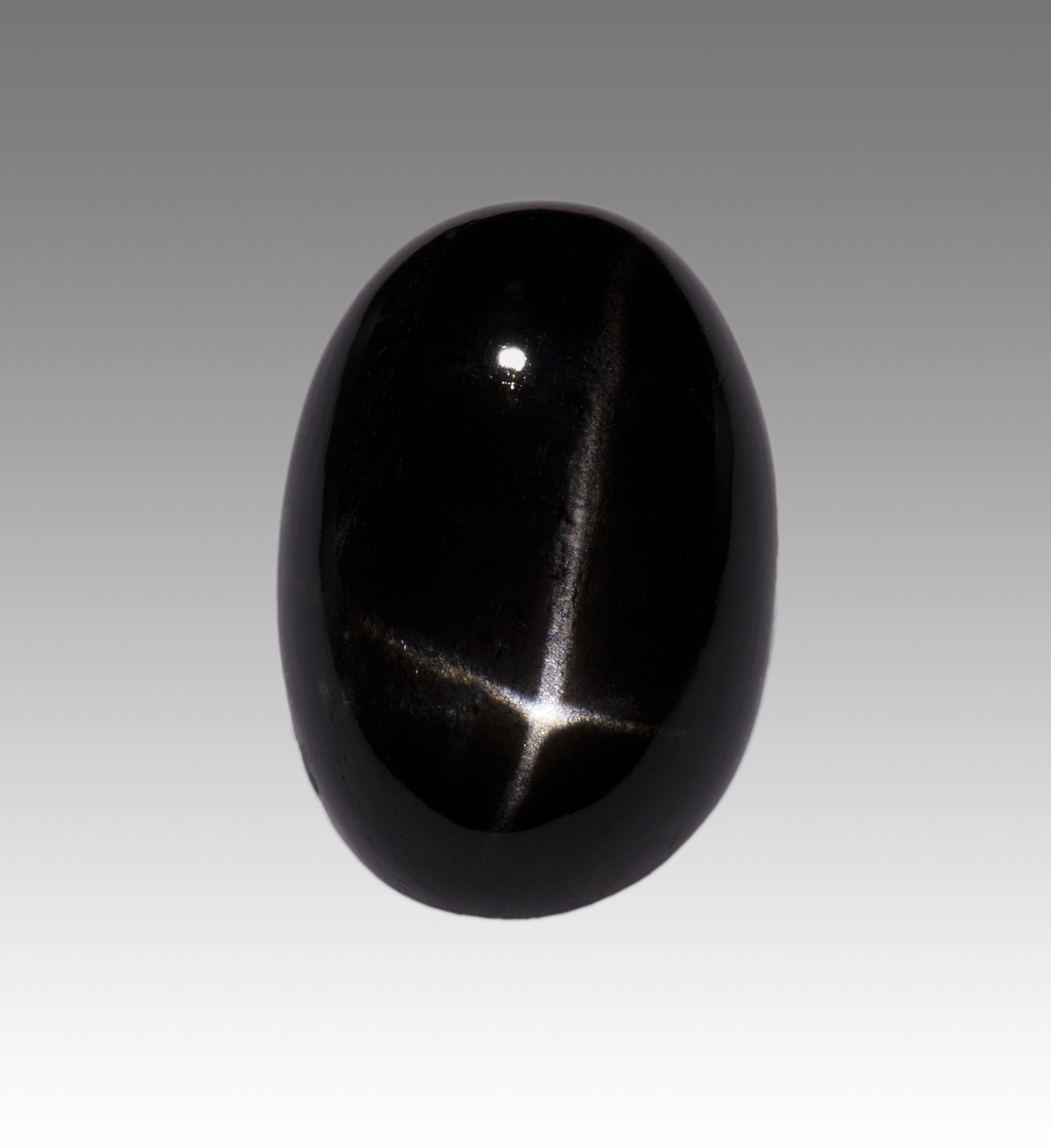
Vierstrahliger Diopsid-Stern

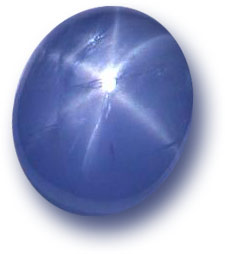
Sechsstrahliger Sternsaphir

Unter Asterismus (von griechisch ἀστήρ aster „Stern“), auch Lichtstern oder Sternenglanz genannt, versteht man in der Mineralogie und Gemmologie sternförmige Lichtreflexe in Kristallen.
Erzeugt werden die besonderen Lichtreflexe durch feine Kristallfasern oder -nadeln, die im betreffenden Wirts-Kristall eingelagert sind und sich bei idealer Verteilung in einem Punkt treffen. Auch feine Hohlkanäle im Stein sind in der Lage, den Sterneffekt zu erzeugen. Je gleichmäßiger die Fasern, Nadeln bzw. Hohlkanäle angeordnet sind, desto harmonischer wirkt der Lichtstern. Je nach Kristallsystem und -klasse des betreffenden Minerals treten 4-, 6-, 12- und 24-strahlige Sterne auf. Beim Rosenquarz kann zudem kreisförmiger Asterismus auftreten.
Asterismus zeigt sich bevorzugt bei Saphir und Rubin, die Varietäten „Sternsaphir“ und „Sternrubin“ sind daher auch nach diesem Effekt benannt worden. Auch in synthetischen Schmucksteinen kann Asterismus erzeugt werden. Während allerdings auch der schönste natürliche Sternenglanz eine leicht unregelmäßige Form aufweist, zeichnet sich künstlich hergestellter Asterismus durch seine (zu) große Perfektion aus. Der individuelle Fingerabdruck der Natur fehlt. Durch entsprechenden Schliff (Cabochonschliff) wird der Asterismus besonders betont.
Verbreitetere und vor allem erschwingliche Steine mit Asterismus bilden die so genannten „Sterngranate“ aus der Mineralgruppe der Granate. Granate bilden zwar verhältnismäßig selten asterische Steine aus, aber in jeder Lagerstätte ähneln sich die örtlich reichlich vorkommenden Granate sehr.
Daneben existieren auch Spinelle, Aquamarine und Mondsteine mit Asterismus.
Zu sehen ist der Asterismus in der Regel nur, wenn eine mehr oder weniger punktförmige Lichtquelle auf den Kristall gerichtet wird. In gleichmäßig ausgeleuchteten Räumen mit mehreren Lichtquellen erscheinen die Kristalle wenig attraktiv.